# Pedagogika queer
Pedagogika queer (odmieńców lub odmienności seksualnej) –  nurt analiz i badań w obrębie nauk o wychowaniu, należący do tzw. socjalizacji rodzajowej, czyli uspołecznienia w aspekcie płci i roli płciowej, w tym też orientacji psychoseksualnej. Nazwa jest tłumaczeniem angielskiego queer pedagogy.

## Zakres postulowanego nurtu
Pedagogika queer jest w stanie tworzenia i integrowania się szeregu wątków myślowych bazujących na recepcji myśli amerykańskiej pedagogiki radykalnej i wykorzystujący dorobek studiów lesbijsko - gejowskich (queerowych). Częściowoe pokrywa się ze studiami feministycznymi uprawianymi w pedagogice (np. Lucyna Kopciewicz). 
Jest to nurt postulowany, ale i zalążkowo, świadomie uprawiany przez kilka osób np. E. Zierkiewicz (poradnictwo), P. Skuza (nieobecność tematyki homoseksualnej w pedagogice), J. Kochanowski (dzieciństwo gejowskie, dekonstrukcja tożsamości), ale też rozproszonych w różnych materiałach. W zasadzie można raczej mówić o teorii queer względnie studiach lesbijsko – gejowskich / queerowych w obrębie pedagogiki. 
Postulowany nurt pedagogicznych analiz wykorzystujący epistemologiczną i kulturową kategorię „queer” oraz teksty nowej humanistyki, stosujący metodologię kulturologicznego konstruktywizmu wpisuje się w pedagogikę budowaną w oparciu o sytuacje jednostkowe, oddolne. Jest na razie pewną nie do końca rozpoznaną pedagogią.

## Dylematy metodologiczne
Jeszcze dekadę lat temu pedagodzy anglojęzyczni (rozważam teorię queer w odniesieniu do pedagogiki i sytuacji edukacyjnych) stali przed podobnymi trudnościami. Zdawano sobie sprawę, że pedagogika nie tylko jest dziedziną wiedzy i umiejętności o wychowaniu mężczyzn heteroseksualnych i nie tylko dla heteroseksualnych ideałów. Przewidywano i dostrzegano realne istnienie alternatywnej, pobocznej pedagogii, która łatwo się dawało się ignorować i ośmieszać. Podobnie dzieje się w Polsce. Czy z tej pobocznej pedagogii może wyrosną to, co dziś enigmatycznie nazwać można queer pedagogy? Pytanie o tego typu pedagogikę stawiane są w literaturze zagranicznej (Pinar, Erlbaum 1998, s. 141), choć rodzi ona więcej pytań niż odpowiedzi. Oto przykład wątpliwości jakie może ona budzić: 
W ogóle nie jest jasne, jak taka pedagogika mogłaby wyglądać i dla kogo miałaby być adresowana. Jakie byłyby jej cele i gdzie można byłoby ją znaleźć? Czy pedagogika queer jest i dla uczniów identyfikujących się jako queer czy dla nauczycieli mówiących o sobie queer? Czy pedagogika queer jest na temat queerowego programu nauczania? Czy może jest na temat nauczania metodami adekwatnymi dla treści queerowych? A może jest o queerowym uczeniu się i nauczaniu, ale co to znaczy? Ba więcej, czy pedagogika queerowa ma stać się bazową pedagogią (house pedagogy) studiów queer czy może jest queerowaniem teorii pedagogicznej?

## Queera polska pedagogika
W polskie pedagogice od czasu przełomu z 1989 roku nastąpiły zmiany polegające na przemieszczeniu znaczeń wychowawczych. Obecnie przedmiotem pedagogiki jest raczej pogranicze  edukacji i innych obszarów ludzkiej aktywności, styk paradygmatu modernistycznego i postmodernistycznego i wreszcie przenikanie się sfery prywatnej i publicznej. Równocześnie różnica i Inny stały się kategoriami szczególnie ważnymi w humanistyce. Pomimo przyswojenia wielu dotąd nieobecnych dyskursów, zainteresowanie polskich pedagogów kończy się na zagadnieniach kwestionujących „androcentryczne uzurpacje” (Lucyna Kopciewicz), czyli problematyce gender. Kategoria queer (odmieńca), podważającą heteronormatywizm w nauce, nadal nie ma pełnego zastosowania we współczesnych rozważaniach akademickich. 

Na początku lat 90. próbowano adaptować idee amerykańskiej pedagogiki radykalnej. W ramach tej recepcji przybliżono wiele tekstów  w tym artykuł Richarda Rorty’ego pt.: „Edukacja i wyzwanie postnowoczesności”, gdzie wskazuje on na: uniwersytety służące za uprzywilejowane sanktuaria dla myślenia dysydenckiego  i daje przykład ruchu praw obywatelskich, ruchu feministycznego oraz studenckich organizacji lesbijek i gejów. W Polsce mężczyźni i kobiety homoseksualnie zorientowani, a także ludzie transpłciowi (transseksualni) są wielkimi nieobecnymi w pedagogicznym dyskursie oraz w oficjalnej praktyce edukacyjnej. Choć wiele idei przywrócono lub wprowadzono na arenę polskiej pedagogiki, jednak prawdziwie nieobecnym dyskursem w tej dziedzinie są studia gejowsko-lesbijskie, zwane obecnie queer theory. Natomiast kwestie społeczne ludzi homoseksualnie zorientowanych wciąż czekają na pełne ujawnienie się w polskiej przestrzeni edukacyjnej. Na razie edukacja ujawnionych osób o nienormatywnej orientacji seksualnej może się odbywać tylko na marginesie powszechnie uznanych instytucji. Może być samoedukacją rozumianą jako przede wszystkim odprogramowanie, ujawnianie się  i wytwarzanie strategii emancypacji. Wiele w tym względzie dokonuje się w ramach takich organizacji jak Kampania Przeciw Homofobii. 